# Васильев, Николай Николаевич (Герой Советского Союза)
Николай Николаевич Васильев (1923—1944) — младший сержант Рабоче-крестьянской Красной Армии, участник Великой Отечественной войны, Герой Советского Союза (1944).

## Биография
Родился 4 июня 1923 года в посёлке Нижне-Исетск (ныне — в черте Екатеринбурга) в крестьянской семье.
Окончил семь классов неполной средней школы № 34. С 30 июля 1940 года по 30 ноября 1942 года работал электриком на заводе «Строммашина» (Свердловском лифтостроительном заводе).
В июне 1942 года он был призван на службу в Рабоче-крестьянскую Красную Армию Октябрьским районным военным комиссариатом Свердловска. С весны 1943 года — на фронтах Великой Отечественной войны. К сентябрю 1943 года младший сержант Николай Васильев был наводчиком противотанкового ружья 107-го стрелкового полка 55-й стрелковой дивизии 61-й армии Центрального фронта. Отличился во время форсирования Десны и битвы за Днепр.
На фронте стал членом ВЛКСМ и кандидатом в члены КПСС.
В ходе форсирования Десны Васильев первым в своём подразделении переправился через реку на западный берег и огнём из противотанкового ружья уничтожал немецкие огневые точки, прикрывая переправу других подразделений.
22 сентября 1943 года в ходе наступления на село Петровка Щорского района Черниговской области Украинской ССР, когда противник предпринял контратаку силами роты пехоты и 8 танков, поддержанными бронемашинами. Васильев, выдвинувшись вперёд с противотанковым ружьём и подпустив их поближе, открыл огонь, подбив 2 средних танка и 1 тяжёлый, 1 грузовую автомашину с боеприпасами, 1 бронемашину. Остальные силы противника были вынуждены повернуть обратно, а большая часть пехотинцев была уничтожена автоматным огнём советских пехотинцев. Во время форсирования Днепра Васильев, переправившись на западный берег реки, уничтожил немецкий дзот со станковым пулемётом внутри. В дальнейшем, собрав данные об огневой системе врага, он доставил их командованию.
Указом Президиума Верховного Совета СССР «О присвоении звания Героя Советского Союза генералам, офицерскому, сержантскому и рядовому составу Красной Армии» от 15 января 1944 года за «образцовое выполнение боевых заданий командования по форсированию реки Днепр и проявленные при этом мужество и героизм» младший сержант Николай Васильев был удостоен высокого звания Героя Советского Союза.
Награду Васильев получить не успел, так как 17 января 1944 года скончался от полученных в бою ранений.
Похоронен в братской могиле в посёлке Репки Черниговской области.

## Награды
- Орден Ленина;
- Орден Отечественной войны 2-й степени.

## Память
- Мемориальная доска на здании Свердловского лифтостроительного завода[4].
- Памятник Васильеву установлен в Екатеринбурге, в его честь названы школа № 34 и музей в том же городе[1]. Фотографии памятника в Екатеринбурге[5]
- Названа улица в посёлке Репки Черниговской области